# Гёденсторф
Гёденсторф (нем. Gödenstorf) — община в Германии, в земле Нижняя Саксония.
Входит в состав района Харбург. Подчиняется управлению Зальцхаузен. Население составляет 929 человек (на 31 декабря 2010 года). Занимает площадь 16,54 км².
Коммуна подразделяется на 2 сельских округа.